# Miobunus
Miobunus is een geslacht van hooiwagens uit de familie Triaenonychidae.
De wetenschappelijke naam Miobunus is voor het eerst geldig gepubliceerd door Roewer in 1915. 

## Soorten
Miobunus omvat de volgende 6 soorten:
- Miobunus forficula
- Miobunus johnhickmani
- Miobunus levis
- Miobunus mainae
- Miobunus parvus
- Miobunus thoracicus